# Chinesische Nationalspiele 1987/Badminton
Bei den Chinesischen Nationalspielen 1987 wurden vom 20. November bis zum 5. Dezember 1987 in Guangzhou im Badminton fünf Einzel- und zwei Teamwettbewerbe ausgetragen.

## Sieger und Finalisten
| Disziplin    | Gold                  | Silber                    |
| ------------ | --------------------- | ------------------------- |
| Herreneinzel | Yang Yang             | Xiong Guobao              |
| Dameneinzel  | Li Lingwei            | Luo Yun                   |
| Herrendoppel | Tian Bingyi Li Yongbo | Zhou Jincan Zhang Qiang   |
| Damendoppel  | Han Aiping Li Lingwei | Guan Weizhen Lao Yujing   |
| Mixed        | Zhou Jincan Lin Ying  | Wang Pengren Shi Fangjing |
| Herrenteam   | Jiangsu               | Guangdong                 |
| Damenteam    | Fujian                | Guangdong                 |